# Otto Hellwig
Otto Hellwig (ur. 24 lutego 1898 w Nordhausen – zm. 20 sierpnia 1962 w Hanowerze) – niemiecki oficer policji i SS, funkcjonariusz Sicherheitsdienst (SD) i Sicherheitspolizei (SiPo), dowódca jednostek Einsatzgruppe oraz wyższy dowódca SS i policji w okupowanej Europie Wschodniej.
Brał udział w I wojnie światowej, a po jej zakończeniu wstąpił do Freikorps Rossbach (1919). W okresie Republiki Weimarskiej rozpoczął karierę w policji. Wstąpił do NSDAP w 1933 roku, a dwa lata później do SS. W 1935 roku został mianowany szefem Gestapo we Wrocławiu (wówczas Breslau).
W 1937 roku Reinhard Heydrich powierzył mu kierownictwo nowo utworzonej szkoły Sicherheitspolizei w berlińskim Charlottenburgu. Podczas kampanii wrześniowej był – podobnie jak Hans Trummler – dowódcą jednej z jednostek Einsatzgruppe zbV (wrzesień–listopad 1939). W marcu 1941 roku objął stanowisko dowódcy Sicherheitspolizei i SD w okręgu Stettin.
W październiku 1941 został mianowany SS- und Polizeiführer (dowódcą SS i policji) w Żytomierzu (Schitomir) na okupowanej Ukrainie, a od maja 1943 do lipca 1944 pełnił tę samą funkcję w Białymstoku. W styczniu 1945 roku, już jako SS-Gruppenführer, objął stanowisko Höherer SS- und Polizeiführer (wyższego dowódcy SS i policji) regionu północno-wschodniego (Nordost) z siedzibą w Königsbergu (obecnie Królewiec), które zajmował do końca wojny.
Podczas przygotowań do operacji „Tannenberg” był początkowo wyznaczony do kierowania inscenizacją „polskiego ataku” na Hochlinden, lecz po nieudanym i chaotycznym podejściu do akcji w nocy z 25 na 26 sierpnia 1939 roku został odsunięty od dowództwa przez Heydricha.
Zmarł w 1962 roku w Hanowerze. Nigdy nie został postawiony przed sądem za swoją działalność podczas II wojny światowej.